# Dubiaranea turbidula
Dubiaranea turbidula is een spinnensoort uit de familie hangmatspinnen (Linyphiidae). De soort komt voor in Brazilië en Peru.